# Ferdinand Möllmann
Ferdinand Möllmann (* 2. Januar 1791 in Lüttringhausen; † 20. November 1854 in Iserlohn) war ein deutscher Großhändler und frühindustrieller Unternehmer. 

## Leben

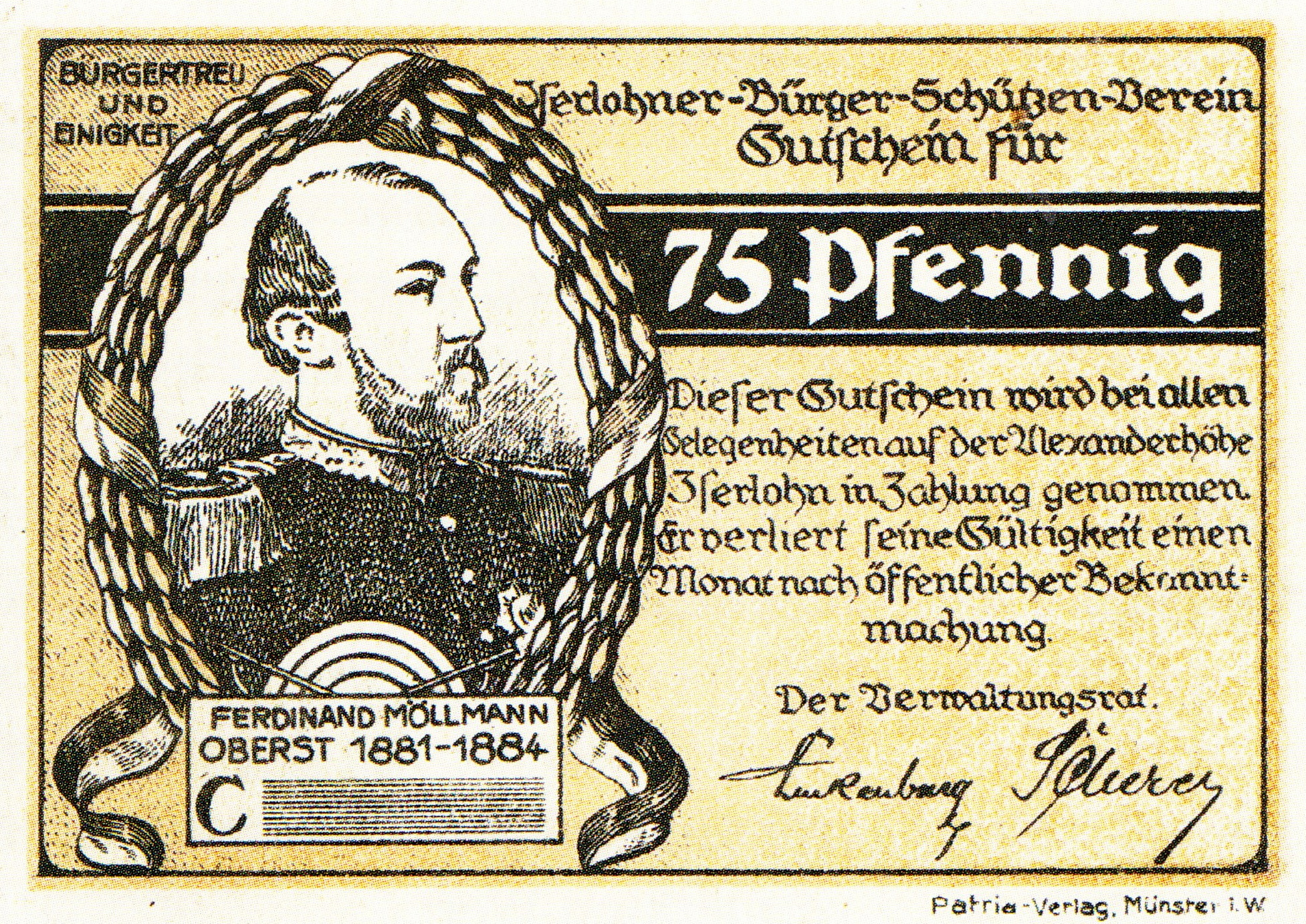
Abbildung Ferdinand Möllmanns auf einem IBSV-Notgeldschein aus den 1920er-Jahren

Sein Vater Johann Heinrich Möllmann war Kaufmann in Lüttringhausen. Auch seine Mutter Anna Hedwig (geb. Goldenberg) kam aus einer Kaufmannsfamilie. 
Möllmann wurde 1807 kaufmännischer Lehrling bei der Handelsfirma Schmidt & Woeste in Iserlohn. Er arbeitete dort ab 1812 als Handelskommiss. Zusammen mit seinem Kollegen F. Ballot übernahm er das Handelshaus Schwarz & Hellmann. Dieses wurde 1818 umfirmiert in Ballot & Co. Daraus wurde 1823 Ballot, Möllmann & Co. Im selben Jahr heiratete Möllmann Eleonore Overhoff. Diese war Tochter des Kaufmanns Johann Stephan Overhoff und dessen Frau Johanna (geb. Kissing). Mit dieser Heirat hatte sich Möllmann mit der damals reichsten Familie am Ort verbunden. Der Vater seiner Frau investierte in die Firma Möllmanns ebenso wie ein weiterer durch die Heirat Verwandter Johann Hermann Kissing. Kissing und Möllmann gründete die gleichnamige Firma, die 1826 das Handelshaus Ballot, Möllmann & Co. übernahm. 
Dieses Unternehmen wurde zu einem der bedeutendsten Kommissionshandelshäuser in Westfalen und weit darüber hinaus im 19. Jahrhundert. Kissing zog sich aus dem Tagesgeschäft bald zurück, so dass Möllmann zunächst allein und später zusammen mit seinem Schwiegersohn Konrad Cornelius Auer (1812–1868) und seinem Sohn Carl Möllmann (1832–1902) führte. 
Zunächst konzentrierte sich Möllmann auf Geschäft im Deutschen Zollverein. Er begann allerdings bereits 1830 damit das Handelsunternehmen auf Italien und Spanien auszudehnen. Der Geschäftsbereich reichte schließlich bis Russland und Lateinamerika. Besonders stark vertreten war Möllmann in Kolumbien. Das ursprüngliche Kerngeschäft verlor nach dem Ersten Weltkrieg an Bedeutung.

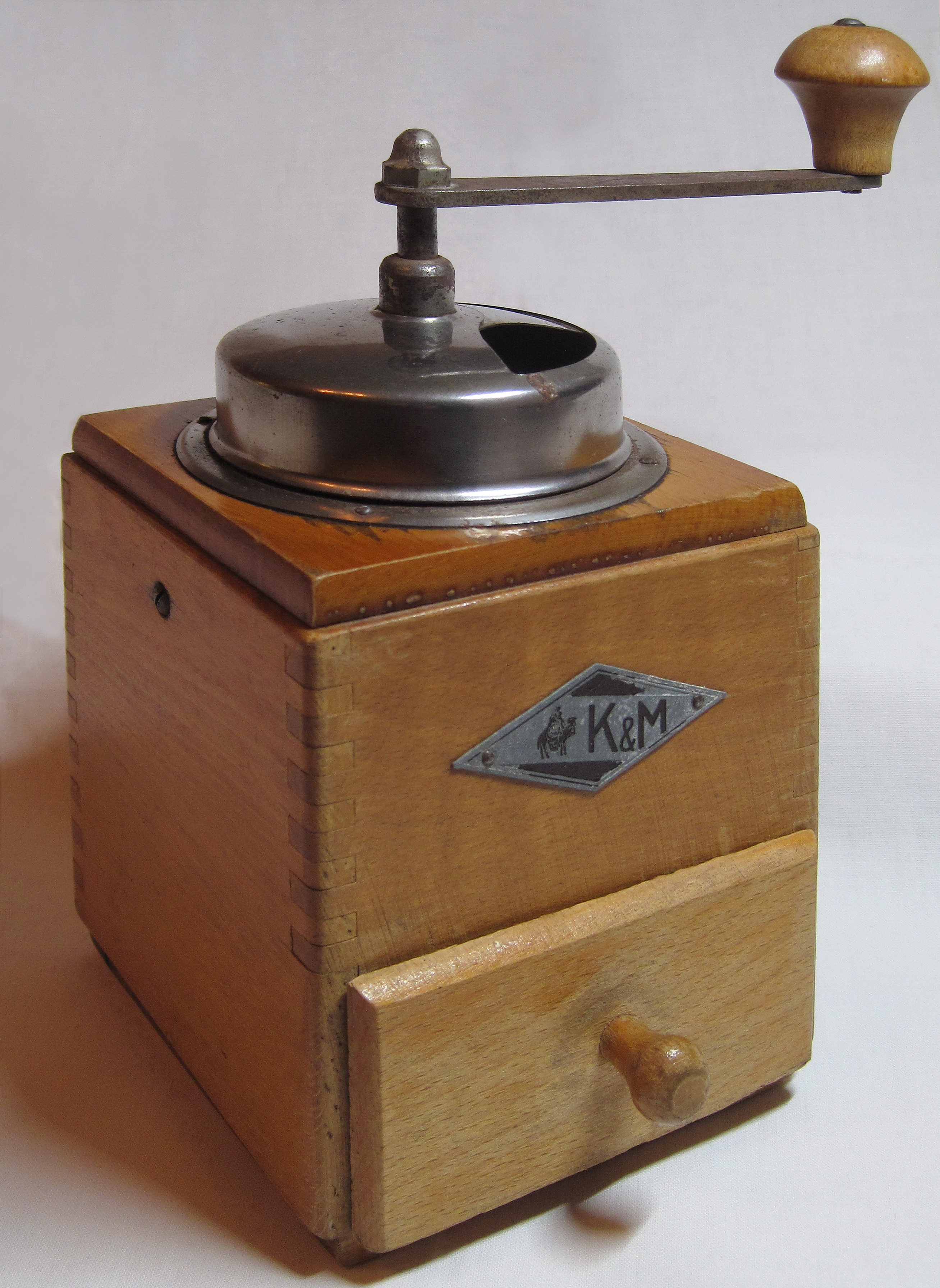
Kaffeemühle aus den 1950er-Jahren

Bereits seit 1826 war Kissing & Möllmann auch direkt mit der industriellen Produktion beschäftigt. Die Firma betrieb in Iserlohn eine bedeutende Bronzewarenfabrik. Es wurden gegossene und geprägte Gegenstände hergestellt. Zunächst wurden Lampen hergestellt, später konzentrierte sich das Unternehmen auf Kaffeemühlen und Armaturen. 
Diese Produkte stellte die Firma noch bis zu Beginn der 1980er-Jahre her.
Neben dem Betrieb in Iserlohn gründete Möllmann 1827 in Menden das Walzwerk Bösperde. Im Jahr 1843 übernahm er die Mehrheit des Walzwerks Hüstener Gewerkschaft. Das Unternehmen wurde seither von der Firmenzentrale in Iserlohn geleitet. Daneben beteiligte sich Möllmann seit 1841 an der Zeche Frohe Aussicht bei Unna. Auch an der Alaunsiedehütte bei Hagen beteiligte sich Kissing & Möllmann.